# 다미안 야니코프스키
다미안 야니코프스키(폴란드어: Damian Janikowski, 1989년 6월 27일~)는 폴란드의 레슬링 선수, 종합격투기 선수이다. 2012년 하계 올림픽에서 남자 그레코로만형 미들급 동메달을 획득했고 세계 레슬링 선수권 대회에서 은메달 1개를 획득했다.
2016년까지 폴란드 국가대표 레슬링 선수로 활동한 후 2017년에 종합격투기 선수가 되어 활동하고 있다.